# Železniki

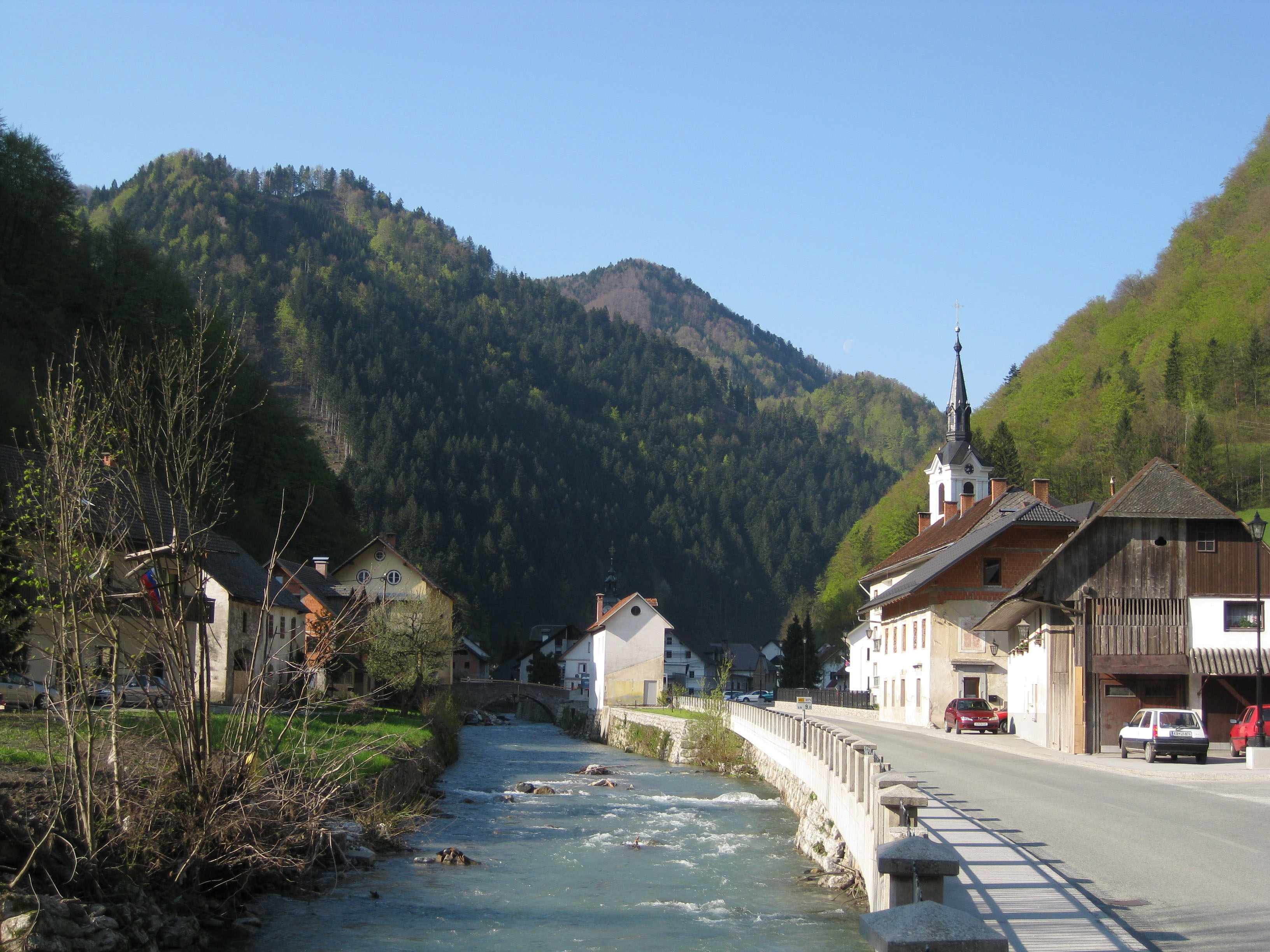
Železniki

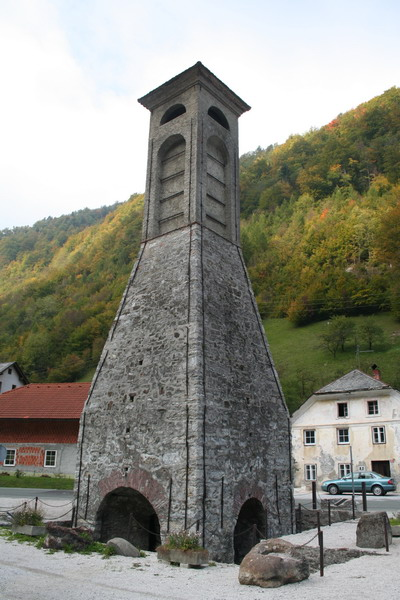
Hochofen von Železniki

Die Ortschaft  Železniki (deutsch: Eisnern) ist der Hauptort und Verwaltungssitz der 30 Ortschaften umfassenden Gemeinde Železniki  in der historischen Landschaft Oberkrain, Region Gorenjska in Slowenien.  Sie liegt im Selzacher Tal (Selška dolina) etwa 40 km von Ljubljana entfernt.

## Geschichte
Im Jahr 973 wurde Želesniki erstmals urkundlich als Ort im Herrschaftsbereich von Otto II. erwähnt. Ab dem beginnenden 14. Jahrhundert entwickelte sich Zelesniki zum Siedlungszentrum im Tal. Das Straßendorf entlang dem Ufer des Flusses hat mittlerweile eine Längsausdehnung von rund zwei Kilometern.

## Sehenswürdigkeiten
- Historischer Hochofen und Museum[4]
- Ausflugsziele rund um Železniki auf komoot.de[5]

## Persönlichkeiten
- Alois Homan (1808–1891), österreichischer Bezirksvorsteher und Politiker
- Franjo Gartner (1904–1992), Radrennfahrer